# 9 ذو الحجة
- السبت
- الأحد
- الاثنين
- الثلاثاء
- الأربعاء
- الخميس
- الجمعة

- 2624 مايو 2025
- 2725 مايو 2025
- 2826 مايو 2025
- 2927 مايو 2025
- 128 مايو 2025
- 229 مايو 2025
- 330 مايو 2025
- 431 مايو 2025
- 51 يونيو 2025
- 62 يونيو 2025
- 73 يونيو 2025
- 84 يونيو 2025
- 95 يونيو 2025
- 106 يونيو 2025
- 117 يونيو 2025
- 128 يونيو 2025
- 139 يونيو 2025
- 1410 يونيو 2025
- 1511 يونيو 2025
- 1612 يونيو 2025
- 1713 يونيو 2025
- 1814 يونيو 2025
- 1915 يونيو 2025
- 2016 يونيو 2025
- 2117 يونيو 2025
- 2218 يونيو 2025
- 2319 يونيو 2025
- 2420 يونيو 2025
- 2521 يونيو 2025
- 2622 يونيو 2025
- 2723 يونيو 2025
- 2824 يونيو 2025
- 2925 يونيو 2025
- 126 يونيو 2025
- 227 يونيو 2025

9 ذو الحجَّة أو 9 ذو الحجَّة الحرام أو يوم 9 \ 12 (اليوم التاسع من الشهر الثاني عشر) هو اليوم الرابع والثلاثون بعد الثلاثمائة (334) من أيَّام السنة (أو الخامس والثلاثون بعد الثلاثمائة لو كان شهر رمضان مُتممًا لليوم الثلاثين أو السادس والثلاثون بعد الثلاثمائة لو أتم كلاً من صفر وربيع الآخر وجمادى الآخرة وشعبان ورمضان ثلاثين يوماً) وفق التقويم الهجري القمري (العربي). يبقى بعده 20 أو 21 يومًا لانتهاء السنة.

## أحداث
- 5هـ - الرسول محمد يدعو على الأحزاب في قمة جبل سلع محل المسجد المسمى اليوم بمسجد الفتح. وكان في ما قال: «يا صريخ المكروبين، يا مجيب دعوة المضطرين، يا كاشف الكرب العظيم، أنت مولاي ووليّي وولي آبائي الأولين، اكشف عنا همنا وغمنا وكربنا، واكشف عنا كرب شرّ هؤلاء القوم بقوتك وحولك وقدرتك». وفي بعض السير أنه قال: «اللهم منزل الكتاب، سريع الحساب، اهزم الأحزاب. اللهم اهزمهم وانصرنا عليهم». فنزل عليه جبريل، فبشره بأن الله قد استجاب له، وأنه سيرسل عليهم ريح الدبور ومعها الملائكة، فيهزمونهم. وفي الليل هبت عليهم الرياح فقلعت أخبيتهم، وفرقت أمتعتهم، فولوا هاربين.
- 10هـ - الرسول محمد يحج بالمسلمين ويلقي عليهم آخر خطبة له، والتي عرفت باسم «خطبة الوداع».
- 60هـ - مسلم بن عقيل يرسل إلى الإمام الحسين بن علي كتابًا يقول فيه أن جميع أهل الكوفة معه، وأن ثمانية عشر ألفًا منهم بايعوه، واستعجله للحضور، ثم أرسل الكتاب مع عابس بن أبي شبيب الشاكري، وقيس بن مسهر الصيداوي.
- 102هـ - وقوع معركة تولوز بين الجيش الأموي بقيادة السمح بن مالك الخولاني والغالي بمنطقة أقطانية جنوب فرنسا، وقد قتل السمح بن مالك وانهزم المسلمون.
- 577هـ - افتتاح جامع إشبيلية الكبير، بعد عشر سنوات من البناء.
- 995هـ - العثمانيون ينتصرون على الصفويين في معركة طاحنة قرب نهر جاما ساب، وفقد الصفويون في هذه المعركة 9 آلاف قتيل وجريح.
- 1279هـ - الخديوي إسماعيل ينجح في الحصول على فرمان (قانون) من الدولة العثمانية عرف بـ"فرمان مصر"، يقضي بانتقال ولاية مصر من الأب إلى الابن الأكبر، وهو ما مهّد الطريق لمحمد توفيق باشا ابن إسماعيل لتولي الحكم في مصر.
- 1342هـ - ثورة شعبية في مدينة دلهي قام بها مسلمون وهندوس ضد الاحتلال البريطاني.
- 1343هـ - السلطات التركية تعدم الثائر الكردي «سعيد بيران» مع 46 من رفاقة.
- 1368 هـ - بث أول إرسال من المحطة الإذاعية بمدينة جدة يوم الوقوف بعرفة والتي بدأت بكلمة الأمير فيصل بن عبدالعزيز تضمنت تهنئة الحجيج بمناسبة الحج.
- 1371هـ - قيام الفرنسيين بنفي السلطان المغربي المخلوع سيدي محمد الخامس بن يوسف إلى كورسيكا عندما زحفت قبائل البربر على الرباط، وكان قد نودي بسيدي محمد بن عرفة سلطانًا على مراكش.
- 1372هـ - الجيش الإيراني يقوم بدعم ومساعدة من الولايات المتحدة بإسقاط حكومة رئيس الوزراء محمد مصدق وإعادة تنصيب محمد رضا بهلوي شاهًا لإيران.
- 1410هـ - تزاحم داخل نفق المعيصم بإحدى مناسك الحج يؤدي إلى انهياره ووفاة 1426 حاج.
- 1418هـ - باكستان تجرب صاروخ متوسط المدى قادر على الوصول إلى الأراضي الهندية.
- 1432هـ - ملك السعودية عبد الله بن عبد العزيز آل سعود يعين الأمير سلمان بن عبد العزيز وزيرًا للدفاع خلفًا لوزيرها الراحل الأمير الأمير سلطان، ويعين الأمير سطام بن عبد العزيز أميرًا لمنطقة الرياض خلفًا للأمير سلمان، ويعفي الأمير عبد الرحمن بن عبد العزيز من منصبه نائبًا لوزير الدفاع ويعين الأمير خالد بن سلطان بن عبد العزيز آل سعود خلفًا له.
- 1433هـ - السودان يتهم إسرائيل بقصف مصنع للأسلحة في العاصمة الخرطوم باستخدام أربع طائرات عسكرية، وهو ما تسبب في مقتل مواطنيْن وإصابة ثالث بجروح خطيرة.
- 1444هـ - اندلاع مظاهرات احتجاجية بعد مقتل الشاب نايل مرزوق على يد شُرطي في نانتير بفرنسا، وتصاعد الأحداث لتشمل حرق سيارات وبعض المباني العامة، وإصابة ما يزيد عن 500 شخص واعتقال ما يزيد عن 2400 شخص.

## مواليد
- 1273هـ - محمد حرز الدين، فقيه شيعي وشاعر عراقي.
- 1293هـ - محمد علي جناح، مؤسس ورئيس باكستان الأول.
- 1332هـ - مأمون الشناوي، شاعر غنائي مصري.
- 1364هـ - لبلبة، ممثلة مصرية من أصل أرمني.
- 1366هـ - عبد العزيز الرنتيسي، قائد في حركة حماس.
- 1373هـ - واسيني الأعرج، أديب جزائري.
- 1382هـ -
  - عمرو أديب، إعلامي مصري.
  - رشيدي يقيني، لاعب كرة قدم نيجيري.
- 1388هـ - ليفي أشكول، رئيس وزراء إسرائيل.
- 1402هـ - عبد الله بهمن، ممثل كويتي.

## وفيات
- 61هـ
  - مقتل مسلم بن عقيل ابن عم الحسين بن علي وسفيره.
  - مقتل هانئ بن عروة أحد أصحاب علي بن أبي طالب ومن وجهاء الكوفة وممن ناصروا مسلم بن عقيل وثورة الحسين.
- 102هـ - السمح بن مالك الخولاني، قائد أموي قاد الفتح الإسلامي للغال.
- 511هـ - بالدوين الأول، ملك بيت المقدس.
- 1359هـ - عبد العزيز بن حمد المبارك، فقيه مالكي ومدرس ديني وشاعر سعودي.
- 1377هـ - ثامر بن عبد العزيز آل سعود، أمير سعودي.
- 1383هـ - صلاح سرحان، ممثل مصري.
- 1440هـ - حسن أبو خمسين، فقيه جعفري وقاضي سعودي.

## مناسبات
- يوم عرفة.

## وصلات خارجية
- موقع قصة الإسلام: حدث في شهر ذو الحجَّة.